# Сатавахана царство
Сатавахана царство (Телугу језик:శాతవాహన సామ్రాజ్యం, енглески језик: Sātavāhana Empire), је назив за древну државу чији су владари припадали династији говорног подручја телугу језика, те из Дараникоте или Амараватија на обали данашње индијске државе Андра Прадеш, а касније из Џунара (Пуне), Пратистан (Пајтан) у Махарастри и Котилингале (Каримнагар) у владали јужном и централном Индијом од 230-их година п. н. е. Иако постоје одређене недоумице када је тачно династија престала постојати, најшире процене сугеришу да је постојала око 450 година, односно да је престала постојати око године 220. н.е. Сатавахани се приписује одржавање мира на највећем делу подконтинента, односно одбрана од страних освајача који су нагрнули након пада Мауријског Царства.

## Порекло
Датум и место настанка Сатаваханаса, као и значење имена династије, предмет су расправе међу историчарима. Неке од ових расправа одвијале су се у контексту регионализма, при чему су данашњи Андра Прадеш, Махараштра, Карнатака и Телангана износе различите тврдње у погледу изворна домовине Сатаваханаса.

### Етимологија
Према једној теорији, реч „Сатавахана” (брахмијско писмо: 𑀲𑀸𑀤𑀯𑀸𑀳𑀦 Sādavāhana или 𑀲𑀸𑀢𑀯𑀸𑀳𑀦 , : Sātavāhana) је пракритски облик санскртског Сапта-Вахана („вођен седморицом”; у хиндуистичкој митологији каруце Бога сунца вуче седам коња). Ово би указивало на тврдњу да су Сатавахани првобитно тврдили да су повезани са легендарном соларном династијом, као што је то било уобичајено у древној Индији. Према Ингува Картикеја Сарми, име династије потиче од речи сата („наоштрено”, „окретно” или „брзо”) и вахана („возило”); израз тако значи „онај који јаше окретног коња“.
Друга теорија повезује њихово име са ранијом династијом Сатијапута. Још једна теорија изводи њихово име из мундских речи садам („коњ”) и харпан („син”), што имплицира „син извршиоца жртвовања коња”. Неколико владара из династије носи име или титулу „сатакарни”. Постоје индикације да су Сатавахана, Сатакарни, Сатакани и Шаливахана варијације исте речи. Дамодар Џармананд Косамби је теоретисао да је реч „сатакарни” изведена из мундске речи сада („коњ”) и кон („син”).
Пурани користе назив „Анџра” за Сатавахане. Израз „Анџра” може се односити на етничку припадност или територију династије (погледајте изворну домовину испод). То се не појављује у самим династијским записима.
Тамилски еп Силапатикарам помиње „Нурувара Канара”, који је помагао черском краљу Сенгутувану током његове кампање на Хималаје. Директан превод израза Нурувар Канар је „сто Карнаса“ или „Сатакарни“, те се стога Нурувар Канар поистовећује са династијом Сатавахана.